# 奇熱維奇
49°43′22″N 23°13′18″E / 49.72278°N 23.22167°E
奇熱維奇（烏克蘭語：Чижевичі），是烏克蘭西部的村莊，隸屬利維夫州的亞沃里夫區。該村始建於1510年，面積0.56平方公里，海拔高度244米，2001年人口319，人口密度每平方公里573.74人。